# Judy Tegart Dalton
Judy Tegart Dalton (Melbourne, 12 dicembre 1937) è un'ex tennista australiana.

## Biografia
Durante la sua carriera vinse il doppio al Roland Garros nel 1966 sconfiggendo la coppia composta da Jill Blackman e Fay Toyne in tre set (4-6, 6-1, 6-1), la sua compagna nell'occasione era la connazionale Margaret Smith Court. Nel 1970 e 1972 giunse per due volte in semifinale.
Al Wimbledon nel 1966 giunse in finale con Margaret Smith Court, contro di loro Maria Bueno e Nancy Richey, tre anni dopo nel 1969 vinse la competizione. Nel 1972 un'altra finale per lei.
All'Australian Open vinse diverse edizioni del doppio: 1964, nel 1967 in coppia con Lesley Turner Bowrey contro Lorraine Coghlan  e Evelyn Terras per 6-0, 6-2, nel 1969 vincendo Rosemary Casals e Billie Jean King in un doppio 6–4 e nel 1970. Negli Open USA vinse due edizioni: 1970 dove con Margaret Court vinse in finale  Rosemary Casals e Virginia Wade per 6–3, 6–4 e nel 1971 dove ebbe la meglio su Gail Chanfreau e Françoise Dürr vincendole in un doppio 6–3.
Nel singolo il suo miglior piazzamento fu la semifinale conquistata nell'Australian Championships del 1968 dove perse contro Billie Jean King e la finale nel Wimbledon nello stesso anno persa sempre contro Billie Jean King.